# Campeonato Mundial de Gimnasia en Trampolín de 2025
El XXXVIII Campeonato Mundial de Gimnasia en Trampolín se celebrará en Pamplona (España) entre el 6 y el 9 de noviembre de 2025 bajo la organización de la Federación Internacional de Gimnasia (FIG) y la Real Federación Española de Gimnasia.
Las competiciones se realizarán en la Navarra Arena de la ciudad española. 